# Maxi Nüchtern
Maximilian Nüchtern, auch Maxi Nüchtern, ist ein deutscher Schauspieler, Regisseur und ehemaliger Kinderdarsteller.
Nüchtern ist der Sohn von Rüdiger Nüchtern und Monika Nüchtern, geborene Stadtler. Er ist der Bruder von Jakob Nüchtern. In seiner Kindheit war er vor der Kamera als Kinderschauspieler tätig. Er studierte Regie an der London Film School. Seit 2003 ist er Regisseur von Werbefilmen und Dokumentationen.
Nüchtern lebt in München.

## Filmographie (Auswahl)
- 1983: Bolero
- 1986: Erzähl mir von Ostern
- 1987: Hatschipuh
- 1988: Meister Eder und sein Pumuckl: Pumuckl und die Maus
- 1989: Meister Eder und sein Pumuckl: Der blutige Daumen
- 1991: Ein Fall für TKKG: Drachenauge
- 1993: Wildbach
- 1996: Zwei Leben hat die Liebe
- 1997: Wilde Zeiten
- 1997: Heimatgeschichten – Auf gute Nachbarschaft
- 1998: Alphateam – Die Lebensretter im OP
- 1999: 7:24 (Regie)